# Auzances
Auzances är en kommun i departementet Creuse i regionen Nouvelle-Aquitaine i de centrala delarna av Frankrike. Kommunen ligger i kantonen Auzances som tillhör arrondissementet Aubusson. År 2022 hade Auzances 1 153 invånare.

## Befolkningsutveckling
Antalet invånare i kommunen Auzances
Referens:INSEE